# Dogonok
A dogonok Nyugat-Afrika Mali Mopti régiójában élő népcsoport, amely körülbelül félmillió főt számlál, Mali lakosságának 4,3%-át alkotva. Leginkább a központi Mali területén található Bandiagara-fennsík lakóiként ismertek. Főként mezőgazdasággal foglalkoznak, és falvaikat jellegzetes sárépületek alkotják, amelyek építészeti stílusa különleges kulturális jelentőséggel bír. A dogonok híresek művészetükről, különösen a fából készült álarcokról és szobrokról, valamint lakatos- és bőrdíszműves munkáikról. Területükön a korábbi lakosok által a függőleges sziklafalakra épített lakóépületek az UNESCO világörökség részét képezik, a régió kulturális és történeti jelentőségét kiemelve.
Hiedelemviláguk különös figyelmet kapott egy vitatott néprajzi kutatás révén, amely szerint a dogonok a Szíriusz csillagokról olyan ismeretekkel rendelkeztek, amelyek megelőzték az európai csillagászati felfedezéseket. Bár ennek tudományos alapjai vitatottak, a dogonok mitológiája és spirituális világa jelentős érdeklődést váltott ki a kutatók körében.

## Földrajz

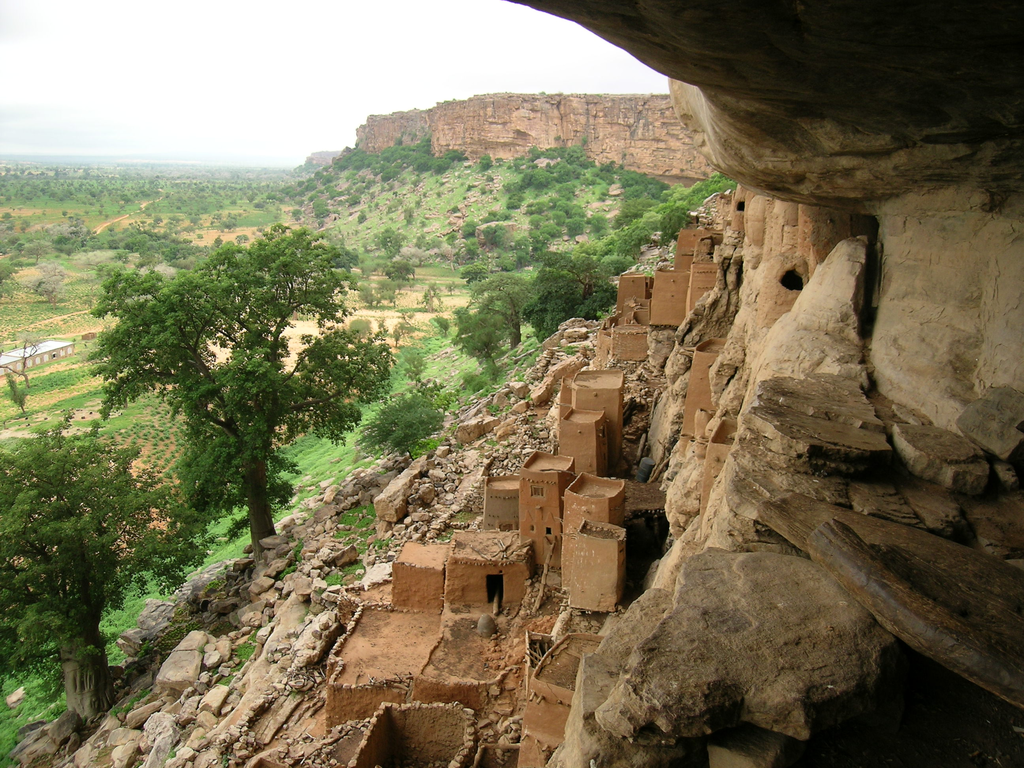
Dogon tájkép az esős évszakban

A Szahara déli határán, a száraz Száhil-övezetben elhelyezkedő Bandiagara-fennsík és a hozzá tartozó meredek lejtő Mali egyik legjelentősebb földrajzi és kulturális területe. A térség éves csapadékmennyisége átlagosan 580 mm. A táj földtani szempontból rég lepusztult felszínekből, táblahegyekből és homokkő tanúhegyekből áll. A sziklafalat elsősorban a felső vízszintes homokkő rétegek alakították ki, amelyekhez mélyedések, szurdokok és szakadékok kapcsolódnak. Ezek a sziklás részeket összekötő fennsíkokkal együtt változatos domborzati képet eredményeznek.
A szurdokok és szakadékok nedves, árnyékos mikroklímájú területei sűrű növényzettel borítottak. A víz sokáig megmarad a sziklarepedésekben, az időszakosan mocsaras részeken és a vízszintes vagy enyhén lejtős kőzetrétegek között, biztosítva a környék ökológiai egyensúlyát. A Bandiagara szirtjei 1989 óta az UNESCO világörökség részét képezik, kiemelve a terület kulturális és természeti jelentőségét.
A régió növényzete szudáni-száhili típusú, amely nyitott fás szavannás mozaikokból, sztyeppei és sziklás növényzetből áll. A fennsík flóráját a szudáni szavanna jellemzi. A sziklás élőhelyek számos állatfaj számára nyújtanak otthont, köztük a fakórókának (Vulpes pallida), a rókavércsének (Falco alopex), a kis éneklőhéjának (Melierax gabar) és a sárgacsőrű gébicsnek (Corvinella corvina). A sziklák mélyedéseiben szirti galambok (Columba livia) fészkelnek, amelyek a terület faunájának fontos elemei. A változatos élőhelyek gazdag biodiverzitást biztosítanak a régió számára.

## Dogon nyelv
A dogonok nyelve bizonytalan rokonságot mutat a niger-kongói nyelvcsalád gur nyelvein belül, de számos sajátos jellemvonása miatt jelentősen eltér azok többségétől. Nyelvük alapvetően elszigetelő-ragozó típusú, amelyben a szavak ragozása és a mondatszerkezet sajátos módon kombinálódik. A dogon nyelvjárások közé tartozik a toro, tene, tombo és dzsamszaj (jamsay). Ezek a nyelvjárások nem csupán földrajzi, hanem kulturális különbségeket is tükröznek, mivel a dogon közösségek gyakran nagyfokú autonómiával rendelkeznek, és nyelvi hagyományaikban is elkülönülnek. Nyelvük jelentőségét tovább növeli, hogy a dogonok szóbeli hagyományokban gazdag kultúrával rendelkeznek, amely magában foglalja a mitológiát, a rituális énekeket és a történetmesélést. A nyelv szókincse ezért különösen gazdag a spirituális és kulturális vonatkozásokban, és tükrözi a dogonok életmódját, vallási nézeteit és világról alkotott felfogását. Nyelvészeti szempontból a dogon nyelv az izolált és kevéssé dokumentált nyelvek közé tartozik, így jelentős kutatási területet képvisel az afrikai nyelvek történetének és fejlődésének megértésében.

## Történelmi háttér

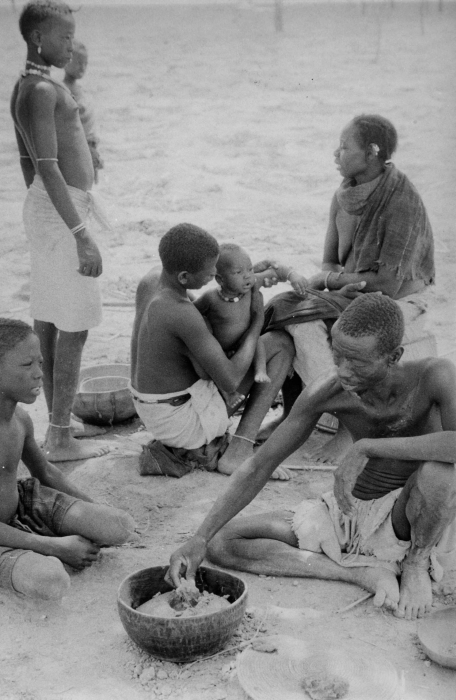
Dogon csoport, 1970–1971 táján

A dogon nép eredetileg Bamako környékén, a Niger forrásvidékének térségében élt. A mai napig részt vesznek a hétévente megrendezett mande népcsoport találkozóján, amelynek célja a 30 szövetséges nemzetség közös eredetének és hagyományainak felelevenítése. A dogonok a mai Bandiagara-fennsík szélére a 10. és 13. század között telepedtek le, valószínűleg az iszlám terjedése elől menekülve. A 15. század közepén konfliktusba kerültek a Szongáj Birodalommal, és bár támadásaik kezdetben előrehaladást mutattak, végül visszaszorították őket. A Szongáj Birodalom 1468-ban megszerezte Timbuktut, amely ekkor vált a birodalom részeként az iszlám oktatás egyik központjává Szonni Ali uralkodása alatt. A dogon közösségek ezzel szemben megőrizték autonómiájukat és hagyományos vallási gyakorlatukat. A dogonok előtt a tellem nép lakta a térséget, akik a sziklafalra építették házaikat. Ezek a védett, nehezen megközelíthető építmények mára használhatatlanná váltak, ám egyes régi épületek gabonatárolóként vagy temetkezési, illetve kultikus célokra szolgálnak. A dogon falvak a síkságra terjeszkedtek, ahol sárból és szalmából épített magas épületeik váltak meghatározóvá. A dogonok földje fontos kereskedelmi útvonalak mentén helyezkedik el, amelyek a Mediterráneumot kötötték össze az Aranyparttal. A 19. század végén a francia gyarmatosítók támadásokat indítottak a térség ellen, amely végül 1920-ban Franciaország része lett. A dogon nép kultúráját elsősorban Marcel Griaule és tanítványa, Germaine Dieterlen, francia etnográfusok vizsgálták alaposan, 1931 és 1956 között végzett terepmunkájuk során. Marcel Griaule kutatásait a Dieu d’Eau: Entretiens avec Ogotemmêli (A víz istene: Beszélgetések Ogotemmêlivel) című könyvében foglalta össze, amely 1948-ban jelent meg. Bár módszertana később elavultnak bizonyult, munkássága jelentős figyelmet irányított a dogonok vallására és társadalmára. Az 1980-as években újabb antropológiai kutatások zajlottak, amelyek célja a dogon kultúra mélyebb és pontosabb megértése volt.

## Kultúra

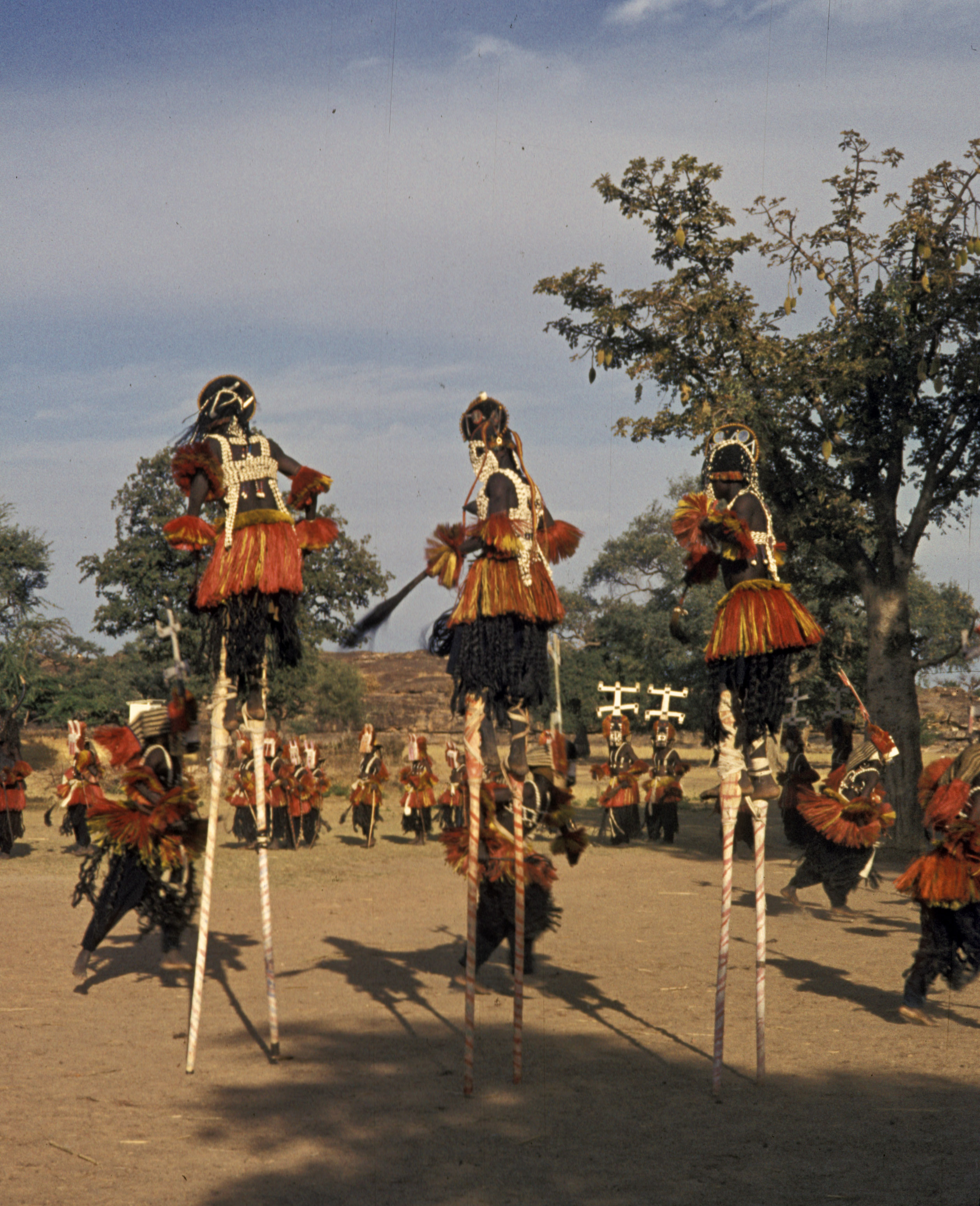
Dogon táncosok, a gólyalábakon Pullo Yana-t személyesítik meg

A dogon kultúra rendkívül gazdag táncos, zenei és maszkkészítő hagyományokkal, amelyek szerves részét képezik társadalmi és vallási életüknek. Ünnepeik sokszínűek, például az ikrek születését különleges szerencsének tekintik, és ennek tiszteletére ünnepségeket rendeznek.
A dogon hitvilágban misztikus összefüggéseket tárnak fel különböző jelenségek között, például színek, irányok, gabonafajták, belső szervek, csillagképek, húros hangszerek és földrajzi területek között. Kiemelkedő jelentőséget tulajdonítanak a nyolcas számnak, ugyanakkor különféle struktúráikban az öt többszörösei is központi szerepet játszanak. Úgy vélik, az emberi lénynek öt alapvető tulajdonsága van. Hagyományaik elsősorban szájhagyomány útján öröklődnek a közösség kiválasztott tagjai között, amelyeket sziklákra festett absztrakt és szimbolikus ábrák egészítenek ki.

Marcel Griaule 1931-től kezdődően folytatott kutatásokat a dogonok között, és 1938-tól több publikációban is összefoglalta eredményeit. Halála után munkáját kollégája, Germaine Dieterlen vitte tovább, aki Griaule jegyzeteinek szerkesztését és kiadását is végezte. Kutatásaik során különös figyelmet szenteltek a dogon kozmológiának, amelynek egyik legérdekesebb vonását a Szíriusz csillaghoz kapcsolódó szokatlan ismeretek képezték. Ezt a témát később Robert Temple amerikai író tette szélesebb körben ismertté 1976-ban megjelent könyvében. Walter van Beek holland antropológus azonban 1991-ben, hét évnyi terepmunka után, cáfolta a dogonok csillagászati ismereteinek valódiságát, és kétségbe vonta a korábbi kutatások egyes következtetéseit.

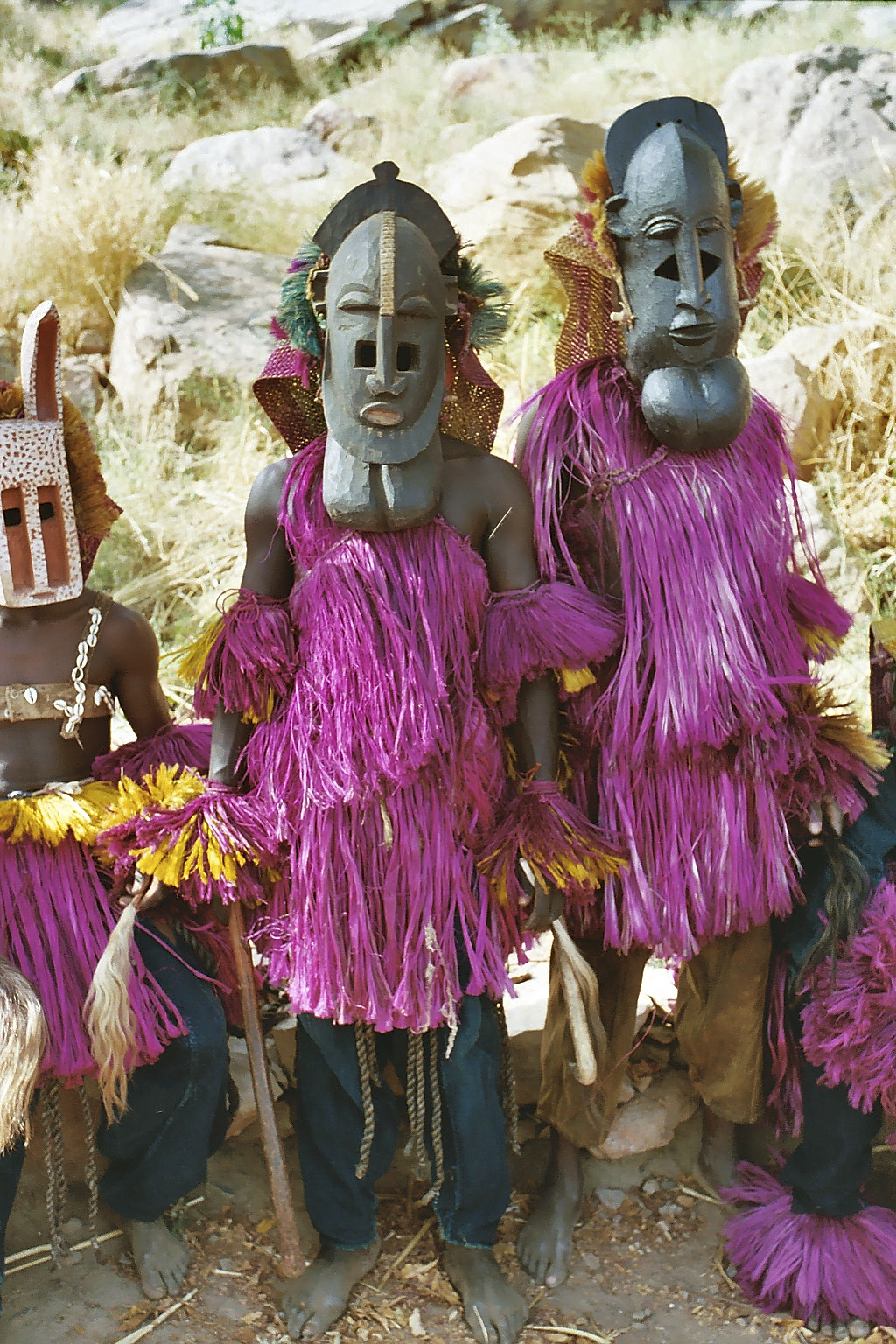
Faragott maszkot viselő dogon táncosok

### Művészet
A dogon művészet központi elemei a maszkok és szobrok, amelyek kialakulása mélyen gyökerezik a mitologikus képzetekben és az ezekből származó őskultuszban. A maszkok készítése az awa nevű „maszktársaság” feladata, amelybe minden fiú a körülmetélését követően belép. Az awa tagjai megtanulják a maszk faragását és rituális használatát. A maszkokhoz növényi rostokból készült, vörösre festett kosztüm is tartozik. Kiemelt szerepet játszanak a temetési szertartások során, amelyek a dogon kultúra fontos vallási és közösségi eseményei.
A maszkok formavilága gazdagon díszített és szimbolikus. Gyakran két szarv vagy szarvszerű nyúlvány díszíti őket, míg a kanaga típusú maszkok tetején krokodil vagy más állat stilizált, emberalakú formája jelenik meg. A kanaga maszk, amely sokszor madárszerű megjelenésű, a dogon hiedelem szerint védelmet nyújt a megölt állat bosszúja ellen. A maszkok alapformája téglatest, amelyet hosszanti irányban három gerinc és két árok tagol, a szemek helyét pedig háromszögletű vagy négyszögletű nyílások jelölik. A díszítés pöttyökből, háromszögekből és foltokból áll, amelyek vörös, fekete és fehér színek kombinációjával lazítják fel a formákat.

A szobrok karcsúak, megnyúltak és geometrikus formájúak, kevésbé stilizáltak, mint a maszkok. Jellegzetességük az egyensúlyra való törekvés; az elülső és hátulsó oldaluk szimmetrikusan kialakított. Az ősszobrokat gyakran a házak lapos tetején helyezik el, hogy az elhunytak lelkei az élők közelében maradhassanak.

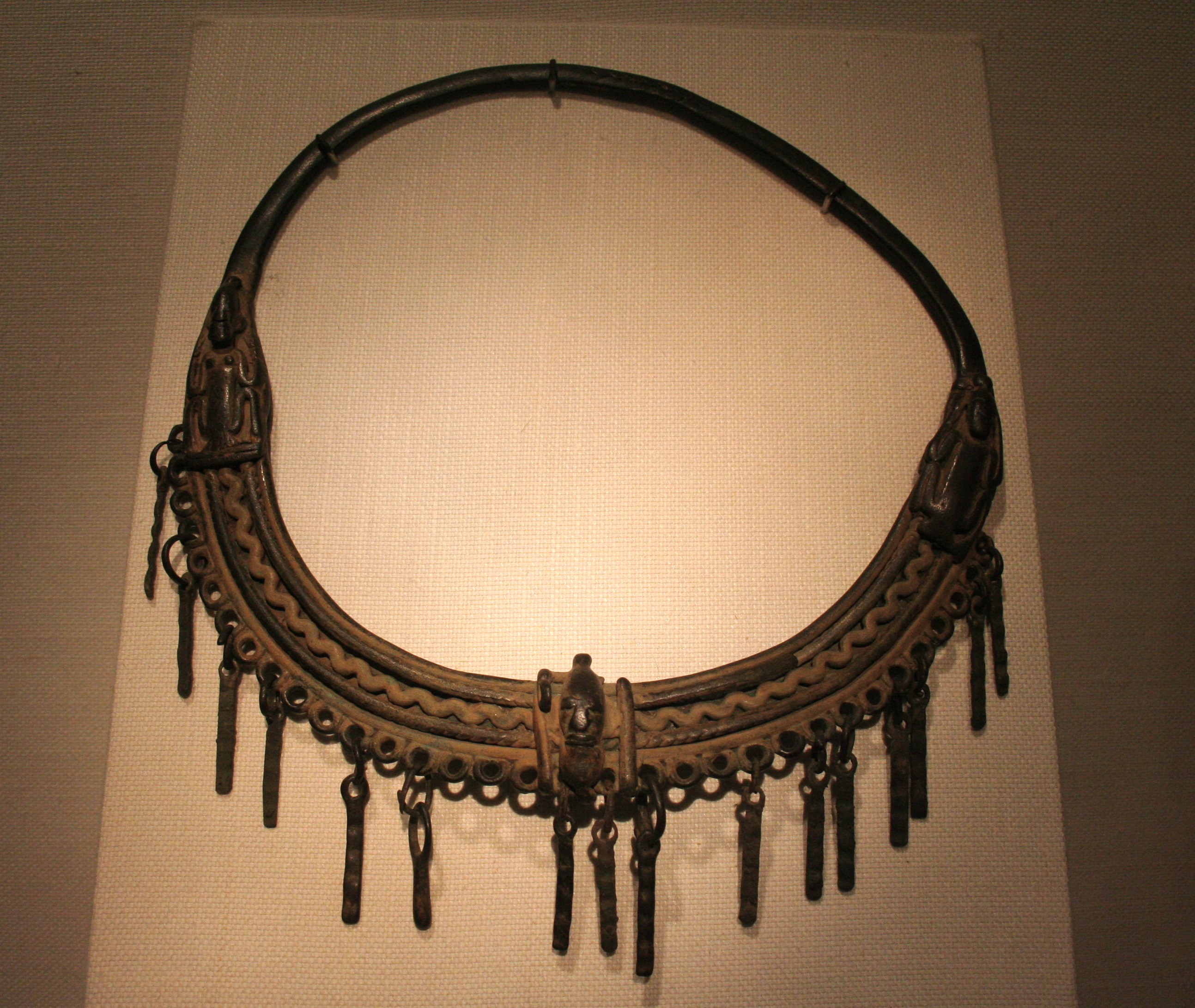
Réz ötvözetből készült gazdagon díszített Dogon nyaklánc

A legnagyobb maszk, az iminana, kígyó alakot formáz és akár 10 méter magas is lehet. Ez a maszk nagyobb temetési szertartások során kerül elő. A dogonok hiedelmei szerint az elhunyt szelleme a halál után új lakhelyet keres, és hogy ne egy élő emberbe költözzön, az iminana maszkot az elhunyt otthonához viszik, hogy a szellem abba költözzön. Az ehhez kapcsolódó szertartás akár egy hétig is eltarthat, és a közösség bemutatja, milyen szerepet töltött be az elhunyt a falu életében.
Fontos személyek halála esetén a testet színes ruhákba öltöztetik, és egy magas barlangba helyezik, ahova kötelek segítségével húzzák fel. Egy kisebb ceremónia követi öt nappal később.
Egy másik jellegzetes maszk a sirige, amely ház formáját idézi, és hossza több méter is lehet. Ez a maszk a hogon, a hagyományok őrzőjének házát szimbolizálja.
A maszkok használata, tárolása és készítése beavatáshoz és titkos ceremóniákhoz kötött. A maszkokat, amelyek az elhunytak lelkeivel állnak kapcsolatban, nem tekintik hétköznapi használati tárgyaknak vagy díszeknek. Szertartásaikon csak beavatott férfiak vehetnek részt, míg nők, gyerekek és turisták számára külön bemutatókat tartanak. A legtöbb szertartás, amelyeken maszkokat használnak, április és május között zajlik, amikor a közösség vallási és kulturális élete különösen intenzívvé válik.

### Életmód

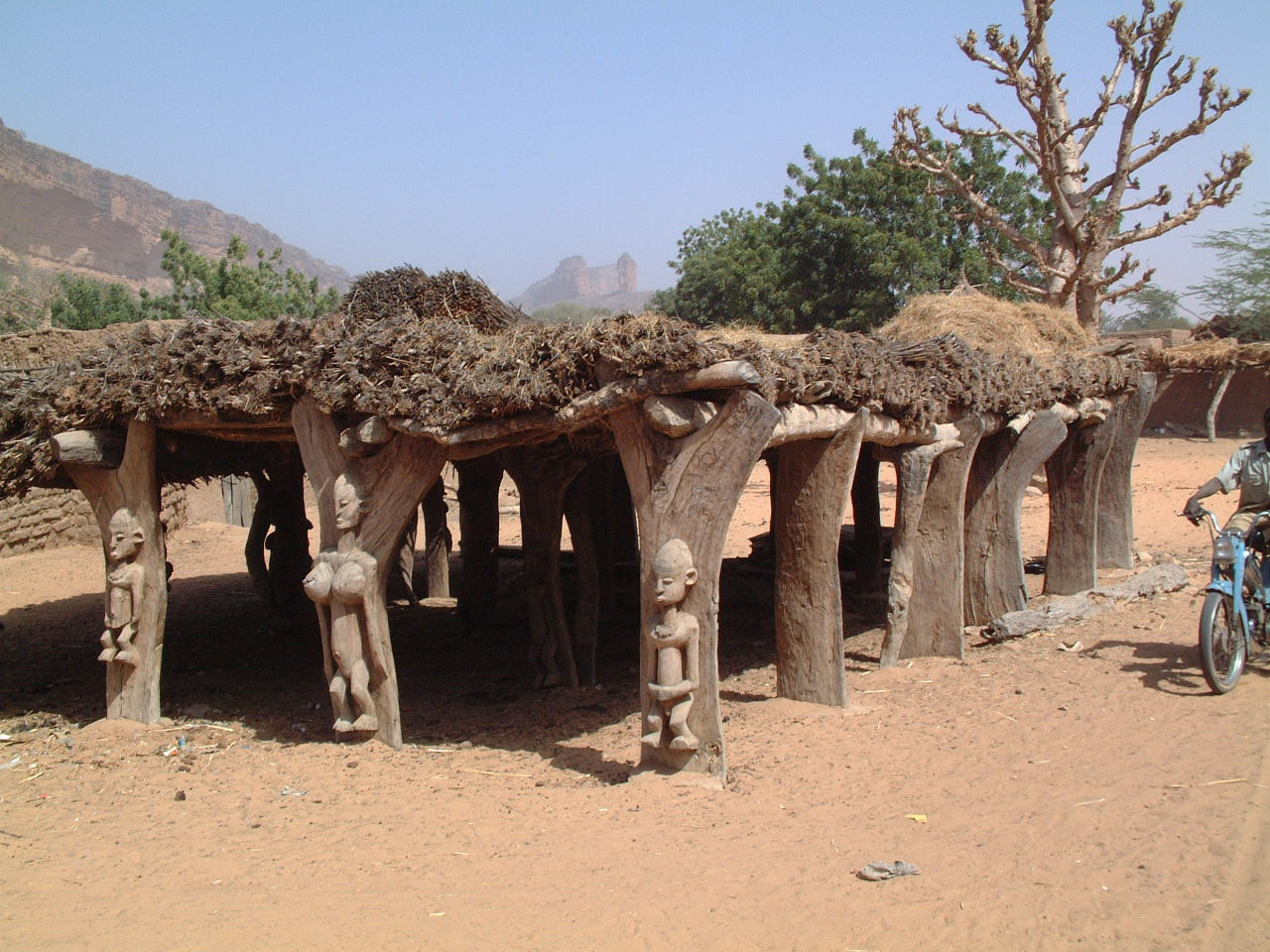
Törzsi tanács épülete, a Togu – mérete miatt nem lehet benne felegyenesedni, hogy egy vitából se lehessen tettlegesség

A dogonok gazdasága elsősorban mezőgazdasági termelésre épül. Főként kölest, babot és gyapotot termesztenek, emellett juhot, kecskét és baromfit tartanak. A gyapotból szőtt színes ruhák nemcsak a mindennapi életük részét képezik, hanem kulturális jelentőséggel is bírnak. Vadászatból kisebb mértékben tartják fenn magukat, néhányuk pedig kitűnő lovas hírében áll. A dogon falvakban gyakran találhatók kohók, amelyek a fémművesség központjai, és hagyományosan a falvak északi szélén helyezkednek el. Épületeiket döngölt földből készítik, amelyek néha meredek sziklákon emelkednek. Ezeket az épületeket gyakran bonyolult festéssel díszítik, amely az esztétikai értéken túl vallási és kulturális jelentést is hordozhat.
A fazekasság a dogon nőkre jellemző mesterség, amelyet hosszú tanulóidő során sajátítanak el. A vízhordó edényeket és más használati tárgyakat hagyományos és egyéni díszítéssel látják el, így ezek a darabok egyszerre szolgálnak praktikus és művészeti célokat.

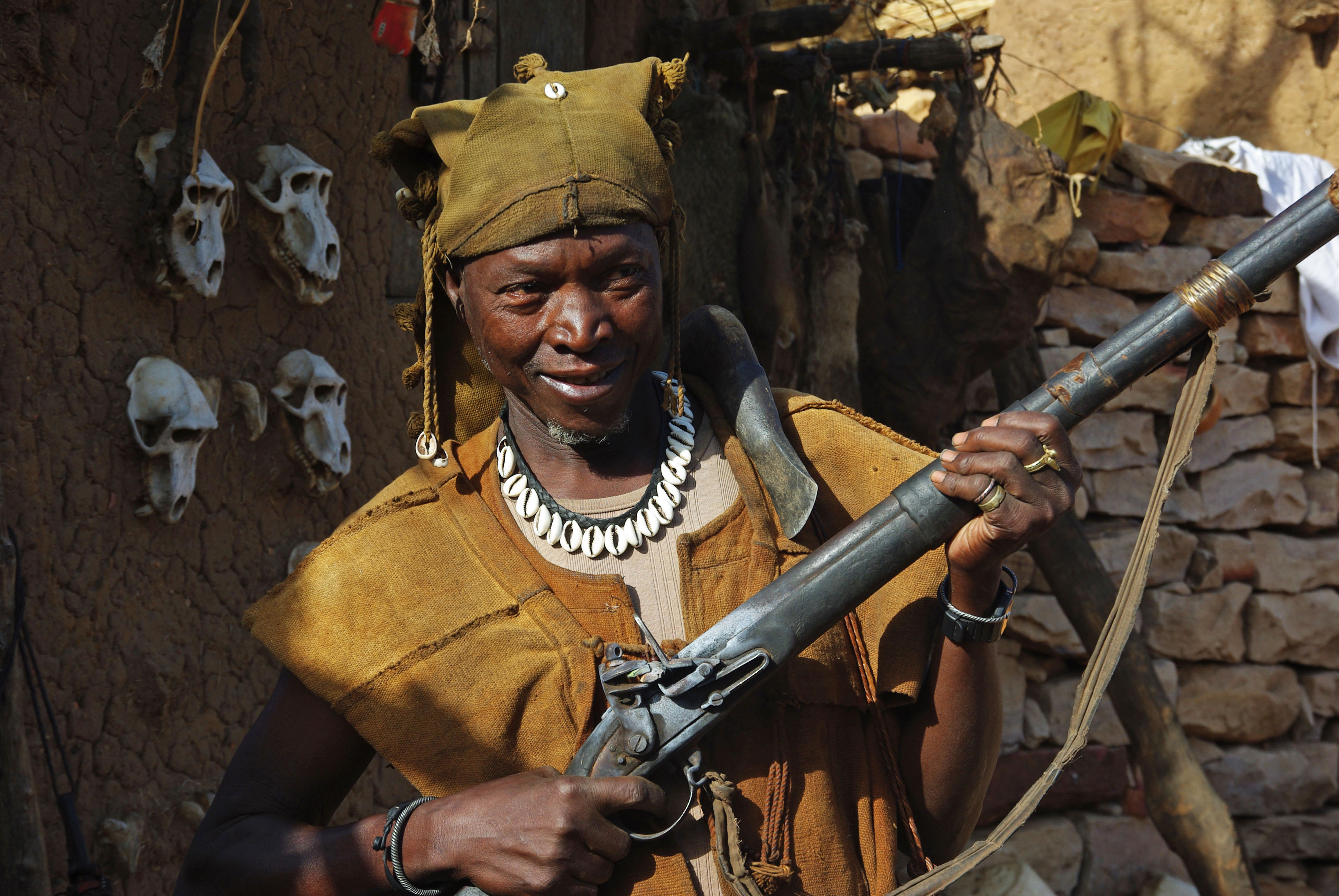
Egy dogon vadász

A szövés, amely a férfiak hagyományos foglalkozása, szintén hosszú múltra tekint vissza. A szövés története a térségben a 11. századra nyúlik vissza, a dogonokat megelőző tellem nép alkotásaival, akiktől a dogonok számos kulturális elemet örököltek. A szövött textíliák különleges szerepet játszanak az élet jelentős eseményei során, például esküvőkön és temetéseken. Az alapanyagot, gyapotot vagy gyapjút keskeny szövőszékeken dolgozzák fel, textilcsíkokat készítve, amelyeket később különböző méretű és formájú takarókká vagy ruházati darabokká varrnak össze.
A dogon textíliák jellegzetességei – beleértve az alakjukat, készítésük technikáját, anyagukat és díszítésüket – alapján általában pontosan beazonosítható, hogy melyik faluból származnak. Ezek a kézzel szőtt darabok a dogon kultúra és kézművesség gazdagságát tükrözik, miközben gyakorlati funkciójukat is betöltik.

### Felnőtté avatás
A dogonok hiedelemvilága szerint a gyermekek semleges állapotban születnek, és mindkét nem jellemzőit hordozzák. A klitoriszt és a kisajkakat férfi, míg a fitymát női nemi szervnek tekintik, ezért ezt mesterségesen, körülmetéléssel korrigálják, hogy a gyermek nemét megerősítsék. A beavatkozást egy ünnepség keretében hajtja végre a kovács, a fiúknál általában 9–12 éves korban, a lányoknál pedig 7–8 évesen. A beavatkozáson átesetteket néhány napra elkülönítik egy kunyhóban vagy barlangban, amíg a sebek begyógyulnak. A ceremóniát követően a fiúknak egy hónapig meztelenül kell járniuk, hogy a közösség láthassa és elismerhesse felnőtté válásukat. Ez a rituális gyakorlat a törzs számára a gyermek társadalmi státuszának változását jelzi. A dogon falvak bejáratánál található Mono oltár szintén fontos szerepet játszik a fiatal férfiak beavatásában. Az egyedülálló fiatal férfiak az adott rituálé részeként egy éjszakát töltenek el ennél az oltárnál január és február folyamán, amely további próbatételt és spirituális megtisztulást jelent számukra.

### Vallás

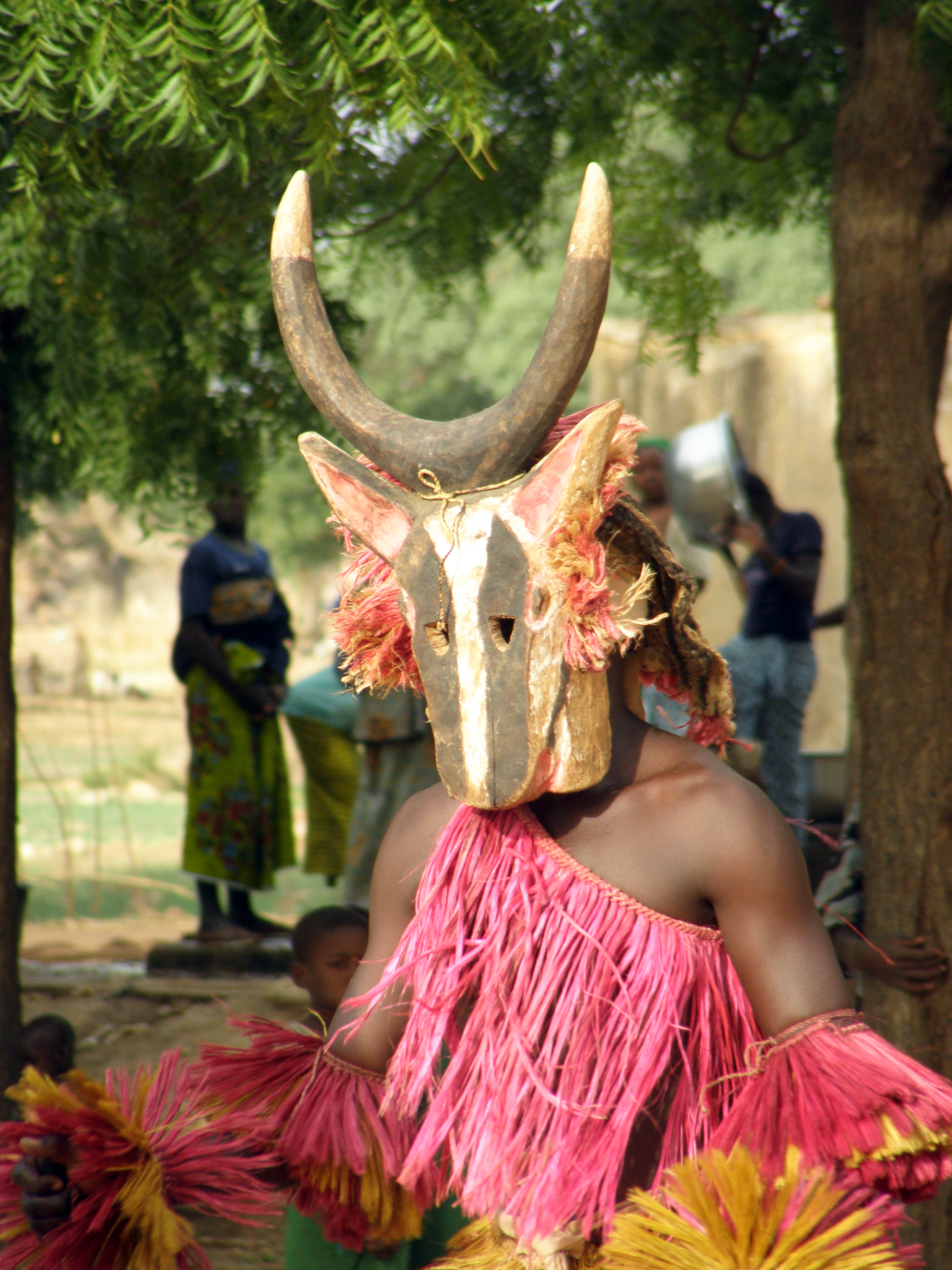
Egy leölt állat lelkének megbékítését célzó tánc maszkja.

A dogon népesség, amely mintegy félmillió főt számlál, vallási és kulturális szempontból sokszínű. Mindennapi áldozataik közé tartozik a köleskása felajánlása isteneik számára. Bár a dogonok körülbelül 35%-a áttért az iszlám hitre, a közösség jelentős része, részben a nehéz földrajzi megközelíthetőségből adódó elszigeteltségének köszönhetően, továbbra is megőrizte és gyakorolja ősi vallási és kulturális hagyományait.
A dogon hitvilágban Amma, a legfőbb teremtő isten, központi szerepet tölt be. Amma férfi istenként jelenik meg, és a világ teremtésének alapját képezi a dogon mitológiában. Az awa kultuszhoz kapcsolódó ceremóniák speciálisan festett maszkokkal és rituális táncokkal segítik az elhunyt lelkének átmenetét az ősök szellemének világába, ezzel is megőrizve a közösség spirituális kapcsolatát az elődökkel.
Lébé, a termékenység istene, a dogon hitvilág egyik legfontosabb alakja. Ünnepei szorosan kapcsolódnak a mezőgazdasági ciklusokhoz, és kultusza szinte minden dogon faluban saját szentéllyel rendelkezik. A Lébé számára végzett kultikus táncok és felajánlások vezetője a hogon, aki a falu szellemi vezetőjeként biztosítja a földek termékenységét rendszeres áldozatok révén.
A binu kultusz az ősök szellemeivel való kommunikációra összpontosít, és szorosan kapcsolódik a dogonok teremtésmítoszához. Ez a vallási rendszer az ősökkel és a szellemi világgal való összeköttetés fenntartására épül, ami a közösség hitéletének egyik legösszetettebb és legjelentősebb eleme.

#### Szigui – az ősnemző halálának ünnepe

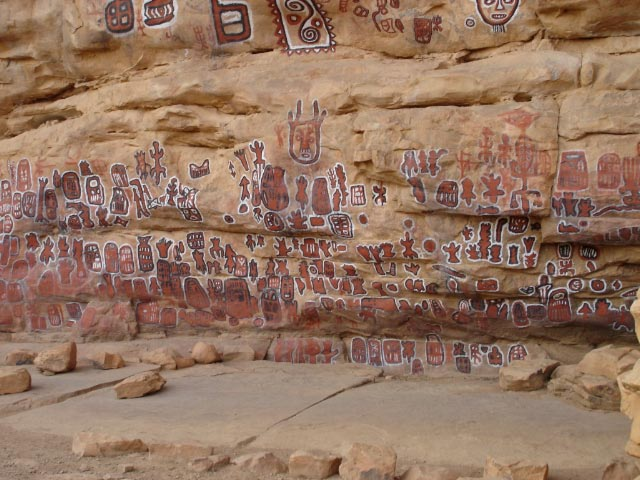
Változatos Dogon szimbólumok a sziklákon

A szigui a dogonok vallási életének egyik legjelentősebb eseménye, amelyet hatvanévente rendeznek meg, és több éven át tartó szertartássorozatot foglal magában. A ceremónia kezdetét a Szíriusz csillag különleges helyzete jelöli az égen, amikor az két hegycsúcs között válik láthatóvá. A szertartás előkészületei során a fiatal férfiak három hónapra elvonulnak a közösségtől, hogy megtanulják a "szigi szo" nevű titkos nyelvet, és felkészüljenek a szertartásokra, amelyek során átadják számukra az idősebb generációk titkos tanításait. A szigui szertartás központi eleme a maszkfaragás és a rituális tánc. A beavatottakat, akiket Olubaru-nak neveznek, faluról falura vezető táncos felvonulásaik során egyedi maszkokkal látják el, amelyek a dogon hitvilág szimbólumai. A vonulás kezdete és vége mindig Youga Dogorou falu. A ceremónia részeként elkészítenek egy hatalmas, több méter hosszú maszkot is, amelyet "Nagy Maszknak" neveznek. Ez a maszk a közösség spirituális kapcsolatának és hagyományainak szimbolikus megjelenítése. A maszkokat több faluban is megőrzik, így a legrégebbi megmaradt maszk alapján 13. századra visszamenőleg igazolható ennek az eseménynek a megtartása. A szigui nem csupán a vallási hagyományok fenntartását szolgálja, hanem a kulturális identitás megőrzésének is alapvető eszköze. A rituálék több éven át zajlanak, a legutóbbi szigui 1967 és 1973 között tartott, míg a következő ceremóniát 2032-re tervezik. Ez a szertartás nemcsak a dogon hitvilág központi eleme, hanem a közösségi összetartozás egyik legszimbolikusabb megnyilvánulása is, amely generációról generációra öröklődik.

#### Antogo nap
A Bamba városához közeli kis tó különleges jelentőséggel bír a dogon közösség számára, mivel az év során csupán egyetlen nap, a nyári szárazság idején engedélyezett benne a halászat. Ezt az eseményt az Antogo nevű rituális halászati szertartás keretében tartják meg, amely a dogonok hagyományos közösségi életének egyik kiemelkedő eseménye. A ceremónia során a dogon férfiak és fiúk fonott varsákkal, vagyis kúpos kosarakkal felszerelkezve körbeveszik a tavat. A halászat megkezdését egy puskalövés jelzi, amelyre a résztvevők egyszerre belerohannak a vízbe, és percek alatt kifogják a tó kifejlett halállományát. Az Antogo szertartás nemcsak gazdasági jelentőségű, hanem vallási és közösségi szimbolikával is bír, mivel a természettel való kapcsolatot és a közösség együttműködését jelképezi. Az eseményt 2011-ben a BBC angol televíziós csatorna is megörökítette, ami hozzájárult a dogon hagyományok nemzetközi ismertségéhez.

#### Dama – temetési ceremónia
A dogonok rituális temetési szertartása kulturális és vallási szempontból jelentős esemény, amelynek formája és részletei falvanként eltérhetnek. A szertartások során a maszkok központi szerepet játszanak, mivel a hiedelem szerint segítik az elhunyt lelkét abban, hogy biztonságosan megérkezzen a túlvilágra. A temetési rituálék közül az első, a "halic", közvetlenül a haláleset után kerül megrendezésre, és mindössze egy napig tart. Ez magában foglalja a "yingim" és a "danyim" elemeit, amelyek azonban különálló ceremóniaként akár évekkel később is megtarthatók. A későbbi temetési ünnepségek többnapos események, amelyek rituális táncokat, zenét és állatáldozat bemutatását is magukban foglalják. Bár ezek a ceremóniák eredetileg szigorúan vallási célokat szolgáltak, a magas költségek és a modern társadalmi változások hatására egyre inkább turistalátványossággá váltak. Ennek ellenére továbbra is fontos szerepet játszanak a dogon közösségek hagyományainak és hiedelmeinek fenntartásában.

## Csillagászati ismereteik
A Dogonok a populáris kultúrában is ismertté váltak egy elterjedt áltudományos mítosz révén, mely szerint megmagyarázhatatlan, ősi tudással rendelkeznek a világűr távoli csillagairól, különösen a Szíriusz csillagrendszerről, olyan részletekkel, amelyeket modern távcsövek nélkül lehetetlen lett volna felfedezniük. Ezeket az állításokat nemcsak későbbi antropológusok cáfolták meg, akik a Dogonok közé látogattak, hanem maguk a Dogonok is értetlenkedve és hitetlenkedve fogadták, mivel hagyományaikban semmi ilyesmi nem szerepel. A csillagászati elemzések szintén kizárták annak lehetőségét, hogy a Szíriusz-rendszer körül életre alkalmas bolygó keringjen, amely a Dogonok feltételezett „tanítóinak” otthona lehetett volna.
A francia antropológus, Marcel Griaule és más kutatók állításai szerint a dogonok hagyományos vallása olyan részletes ismereteket tartalmaz távoli csillagokról és égitestekről, amelyek szabad szemmel nem láthatók. Ez az elképzelés népszerűvé vált a New Age és a paleoasztronautikai irodalomban, ahol gyakran bizonyítékként említik arra, hogy földönkívüliek látogatták meg Malit a múltban. Más kutatók (Goody 1967; Douglas, 1968; Lettens 1971, Brecher 1979, Clifford 1983) azonban vitatták ezeket az állításokat, és arra hívták fel a figyelmet, hogy az ilyen jellegű információk sokkal valószínűbb forrásai a 20. században a dogonokhoz látogató európai kutatók lehettek. Emellett kétségbe vonják, hogy Griaule beszámolói pontosan tükrözik a dogon mitológiát.

### Marcel Griaule
Marcel Griaule az 1930-as évek elejétől kezdve foglalkozott a dogon nép kutatásával. Első publikációi a Dakar-Dzsibuti expedíció (1931–1933) során szerzett tapasztalatokon alapultak. A dogonokkal kapcsolatos kutatásait élete végéig, 1956-os haláláig folytatta. Munkássága halála után is jelentős maradt: 1965-ben jelent meg egy kiemelkedő műve, amelyet Germaine Dieterlennel közösen írt. Griaule dogon-etnográfiája három nagy szakaszra osztható, amelyek tükrözik kutatási fókuszának és módszertanának fejlődését. 1931 és 1948 között Marcel Griaule elsősorban a dogon nép életének leíró bemutatására összpontosított, különös hangsúlyt helyezve az anyagi kultúrára. Ennek az időszaknak kiemelkedő eredménye volt Masques dogons (Dogon maszkok) című doktori értekezése. Marcel Griaule kutatásainak második szakaszában, 1946-ban találkozott Ogotemmêlivel, egy idős, vak dogon bölccsel. Az itt szerzett információk alapján írta meg egyik legismertebb könyvét, amely világszerte nagy figyelmet keltett. A mű nemcsak a szakemberek, például antropológusok körében vált népszerűvé, hanem a szélesebb közönség számára is ismertté tette Griaule nevét, és hozzájárult ahhoz, hogy a dogon kultúra nemzetközi érdeklődés középpontjába kerüljön. A Dieu d’eau: Entretiens avec Ogotemmeli ("A víz istene: Beszélgetések Ogotemmeli-vel") című művében Griaule egy dogon világnézetet, kozmológiát és filozófiai rendszert tár fel, amely teljességében és kifinomultságában páratlan. A könyv központi alakja, Ogotemmeli, egy idős és vak dogon bölcs, aki bevezette Griaule-t a dogon világba, melyet egy lenyűgöző teremtésmítosz határoz meg. Az angol fordítás, Conversations with Ogotemmeli ("Beszélgetések Ogotemmelivel") címmel, 1965-ben jelent meg, Griaule halála után. Griaule módszerei azonban jelentős vitákat váltottak ki a tudományos közösségben. Kutatásaival szemben az a kritika fogalmazódott meg, hogy kizárólag egyetlen forrásra, Ogotemmêlire támaszkodott, az információkat pedig tolmácson keresztül gyűjtötte. A jegyzetek egy harmadik nyelven, franciául készültek, ami tovább növelhette a pontatlanság kockázatát. Emellett azt is feltételezték, hogy Griaule kérdései – akár tudatosan, akár akaratlanul – befolyásolhatták Ogotemmêli válaszait, ami torzíthatta a kapott információkat. Ennek eredményeképpen Griaule munkájának tudományos megalapozottságát sokan megkérdőjelezték, és az általa bemutatott dogon kozmogónia hitelessége azóta is vita tárgya.

### Mitológia – Griaule alapján
Marcel Griaule művei két különböző Dogon teremtésmítoszt mutatnak be. Az első szerint Amma, a teremtő isten, kezdetben egy agyagdarabot formált meg, amelyet kezében megszorított, majd elhajított. Az agyag két részre oszlott: a világ északi (felső) és déli (alsó) területeire. Ez a föld, amely női testként jelent meg, magában foglalta a teremtés alapját. A női test nemi szervét egy hangyaboly, míg csiklóját egy termeszdomb szimbolizálta. Amma megkísérelt közösülni ezzel a földdel, de a termeszdomb akadályozta őt. Miután eltávolította ezt az akadályt, létrehozta a rókát. A róka megjelenése után Amma sikeresen közösült a földdel, amelynek eredményeként megszülettek az első Nommo ikerpárok. Ezek az isteni lények az első vízből származtak, és fontos szerepet játszottak a teremtés további folyamatában. Az ikerpárok ruházatot készítettek anyjuk, a föld számára, amely ezzel új formát öltött. Ez a forma a nap nyolcágú spirálját jelképezte, amely a nedvesség, a szél és a tornádók hordozójává vált. A róka, - ami az egyetlen nem iker lény a dogon mitológiábvan - vérfertőző kapcsolatot létesített a földdel. Ennek következtében a földből menstruációs vér fakadt, amely a rókának a beszéd és a jóslás képességét adományozta. Amma ezt követően az agyagból emberi lényeket teremtett a Nommo, a férfi és női szellemek segítségével. Az így született Dogon ősök száma nyolc volt, és kezdetben kétneműek voltak. A Nommo további teremtő tevékenysége során olyan alapvető találmányokat vezetett be, mint a szövés művészete, a gabonatermesztés, valamint egy bonyolult lépcsőrendszer, amely lehetővé tette a földre való leereszkedést. Ezeket a struktúrákat a magtár (guyo ya) és a kosár jelképezte. Az ősök, valamint a fák, vad- és háziállatok, hüllők, rágcsálók, madarak és halak szintén leereszkedtek a földre, hogy benépesítsék a világot. Az első kovács, aki a Dogon mitológiában kiemelt szerepet játszik, átalakította a magtár formáját orsó alakúvá, miközben üllőt, fújtatót és kalapácsot használt. Ő lopta el a tüzet az első Nommo lénytől, aki bosszúból villámcsapást küldött a magtárra. A magtár a szivárvány mentén sodródott a földre, ahol becsapódása átalakította az ősök testét: rugalmas végtagjaik emberi ízületekké váltak. A mitológia szerint egy későbbi rendellenesség az ősi rendben megteremtette a gabonaféléket, a földalatti kígyót, a mezőgazdaságot és a kovácsmesterséget. Ezek az elemek a Dogon társadalom alapját képezik, és szimbolizálják Amma teremtő erejét és a világrend kialakulását.
Griaule művében ettől a ponttól kezdve egy összetett, olykor belső ellentmondásokkal teli párbeszéd bontakozott ki Ogotemmeli és Griaule között, ahol egyenrangú felekként vizsgálták a teremtésmítoszhoz kapcsolódó összefüggéseket. Ezek kiterjedtek az emberi test felépítésére, a totempapokra, a Lebe (föld) kultuszára, a dobok készítésére, a szövésre, a földművelésre, a ruházatra és díszítésre, a házak és totemszentélyek építészetére, a falvak elrendezésére, a binu kultuszra, az áldozati szertartásokra, a körülmetélésre, a testkivágásokra és a halál jelenségére. Griaule, aki a szövegből ítélve jelentős befolyást gyakorolt a beszélgetések tartalmára és a képek koherens rendszerbe szervezésére, spekulatívan összekapcsolta az Ogotemmeli magyarázatait az állatövi jegyekkel. Noha ezeket akkoriban a Dogon bölcsesség legfőbb igazságaként mutatták be, Ogotemmeli kijelentései valójában csak az ő személyes nézeteit tükrözték, és nem képviselték a teljes Dogon gondolkodást. Az 1965-ben megjelent Le renard pâle ("A fakóróka") című művükben Griaule és Dieterlen egy részletesebb és összetettebb nézőpontot mutattak be a Dogon kultúráról, amely egy alternatív teremtésmítoszon alapult. A Dogon kultúra ezen kozmológiai elmélete szerint Amma, az isten, gondosan megtervezett és szimbolikus cselekvések sorozatával teremtette meg az univerzumot, beleértve a csillagokat, bolygókat, holdakat és a társadalom kulturális alapjait. A beszámolóban különös figyelmet kap a szimbolizmus és a vizuális ábrázolás. A teremtés elbeszélése rendkívül részletes, és nem követ hagyományos cselekményszálat. 
A második teremtésmítosz szerint az első próbálkozás az akácia fa segítségével történt, ám kudarcot vallott. Ezt követően Amma, a teremtő isten, egy ősi tojásból hozta létre az univerzumot. A tojásban az első nyolc rezgés vagy teremtő mozdulat zajlott le, amelyek spirális mozgás formájában alapozták meg a világot. Ez a spirál nemcsak az univerzum szerkezetét, hanem az emberi társadalom szerveződését is szimbolizálja, valamint a hét plusz egy alapvető növényi magot is jelképezi. A mítosz központi eleme a kettősség fogalma, amely szerint minden létező lény iker, és minden párt egy fél méhlepény egészít ki. A történet különös hangsúlyt helyez az első Nommók születésére, akik a Dogon hiedelemvilágban vízi szellemekként jelennek meg. Ezek a Nommók halszerű lények, akik közül az egyik, Ogo, fellázad Amma ellen. Ez a lázadás nemcsak a kozmikus rendet zavarja meg, hanem a tér és az idő fogalmának megszületését is elhozza. Ogo lázadása során az ő méhlepénye válik a föld anyagává, amely így szennyezetté válik. Amma, hogy megbüntesse Ogot, megfosztja őt a beszéd képességétől, ami a történet további eseményeinek drámai fordulatait és mitikus jelentőségét is meghatározza. A Dogon mitológia szerint Ogo, a lázadó szellem, megpróbál életet teremteni azzal, hogy saját placentájával közösül. Ez a tiltott cselekedet bozót szellemeket hoz létre, megsértve a teremtés rendjét. Ogo ezután a mennybe emelkedik, ahol ellopja a gabonát, köztük a rendkívül fontos po-t (Digitaria exilis), a nap egy darabját, amelyet Amma, a teremtő isten, védelemként hozott létre, továbbá a harcsája fogait és a placenta egy részét, amelyből később a hold lesz. Amma, hogy megbüntesse Ogot, hangyákat, termeszeket és pókokat nevez ki őrzőinek, majd megőrli a placentáját, körülmetéli őt, és fakórókává alakítja. Ettől kezdve Ogo némaságra van ítélve, bár továbbra is képes látni a jövőt. A történet egyik legfontosabb eseménye Nommo feláldozása és újjászületése. Nommo Ogo ikerpárja, akit Amma azért teremtett, hogy megtisztítsa a földet, és jóvátegye Ogo bűneit. Ez az égi áldozat a Szíriusz körüli csillagrendszer létrejöttéhez vezet, amelyben a po tolo, azaz a Szíriusz B központi szerepet játszik. Az áldozat során kiontott vér és a test feldarabolása által Amma számos fontos elemet hoz létre: kovácsokat, oltárokat, csillagokat, jövendölési módszereket, rituális fákat, esőfelhőket, madarakat, griot-okat (énekeseket) és az úgynevezett walu-t (antilopot). Amma ezen teremtő tettei visszaköszönnek a totemikus szentélyekben, az ősök házaiban, a Dogon szobrokban és más vizuális ábrázolásokban. A mítosz szerint végül egy bárka, amelyet a Nommo hozott létre, az első nyolc ős kíséretében leszáll az égből, hogy meghódítsa a megtisztított földet. Ez a bárka magával hozza a tiszta vetőmagokat, élelmiszernövényeket, fákat és háziasított állatokat. Azonban Ogo bűnei miatt az emberek halandókká váltak, és így a Dogon rítusok és ceremóniák komplex rendszere szükséges ahhoz, hogy emlékezzenek a teremtés és a megváltás áldozatára, valamint meghosszabbítsák rövid földi életüket.
A dogon törzs hiedelemvilágának középpontjában az éjszakai égbolt legfényesebb csillaga, a Szíriusz áll. Hagyományaik szerint valamikor az idők homályában a Szíriusz csillagrendszerből érkezett lények segítették őket kultúrájuk fejlődésében. A bennszülöttek ismeretei a Szíriuszról négy szudáni népcsoportnál található meg: a Bandiagara környéki dogon törzseknél, a Ségou környéki bambara és bozo népeknél, a Koutiala környéki minianka népeknél.
Tudnak a Föld tengely körüli forgásáról, de szerintük a föld lapos, a szárazföldet sós víz gyűrűje veszi körül, amit egy farkába harapó kígyó övez.
Tudomásuk van arról, hogy a Naprendszer bolygói a Nap körül keringenek ellipszis alakú pályán. Tudnak a Jupiter 4 legnagyobb holdjáról, a Szaturnusz gyűrűiről, s arról is, hogy még végtelen számú csillag létezik. Szerintük 12 világ van, a mi Földünk az alsó szint első eleme, és csak ezen élnek emberek.
A Szíriusz kísérőcsillagát tekintik a világegyetem központjának, ami körül a szülő csillag is kering a világ többi részével.
Megemlítik, hogy a Szíriusz csillagnak van egy kísérő csillaga, egy fehér törpe, amivel egymás körül keringenek.
A dogonok a Szíriuszt szigi tolo néven ismerik. A Szíriusz körül egy apró, nem látható társcsillag kering, aminek neve po tolo („a kezdet”). [Érdemes megjegyezni, hogy az apró társcsillag csak erős távcsővel figyelhető meg, szabad szemmel valóban „láthatatlan” (a modern tudomány 1862-ben bizonyította egy fehér törpe létezését, ami a Szíriusz körül kering)]. A dogonok szerint minden dolog ebből a láthatatlan csillagból ered. A po tolo valamikor a Nap helyén keringett, majd az összes egyéb csillaggal együtt elmozdult, csak a Nap maradt közel a Földhöz. A po tolo az égbolt középpontja, ami azt jelenti, hogy fontos hatással van a többi égi objektumra. A po tolo a Szíriuszt is szabályozza, ami körül 50 éves periódussal kering. A po tolo tengely körüli forgása folyamatosan új élet magjait szórja szét.
A po tolo kapcsolatban van egy Afrikában honos gabonával, amit a dogonok po néven ismernek. Ez az apró gabonamag az első volt a nyolc gabonamag közül, amiket a Teremtő isten, Amma létrehozott. A dogonok a po tolo csillagot szeretik a po nevű gabonához hasonlítani méretben és színben, mondván, hogy mindkettő apró és fehér színű.
A Szíriusz (láthatatlan kísérőjével együtt) június közepén nyugszik le, nem sokkal az esős évszak kezdete előtt. Eltűnése jelzi a vetési időszakot. A po nevű gabonát nem dugják vagy ássák a földbe, hanem csak szétszórják a föld felszínén. Szétszórása megtermékenyíti a földet, ami új életet hoz létre, ahogyan a po tolo is új életet hozott létre a Földön. A Szíriusz az esős évszak közben tűnik fel újra a hajnali égbolton, amikor az új vetés szárba szökken. A dogonok számára a po nevű gabona aratása egy áldozat, amit a gabona hoz az emberekért: halála életet ad az embereknek, ami biztosítja az újjászületését a következő vetési időszakban.
A fennsík sziklái között rejtőzködik egy barlang, melynek bejáratát a dogonok egy kiválasztottja őrzi, akit élelemmel a törzs tagjai látnak el. E barlang sok ezer sziklarajza közt bújik meg a dogonok homályos múltba vesző mitológiája. A barlangrajzok közt szereplő tojás alakú ellipszisről hiszik és állítják, hogy egy keringési pályát ábrázol és az ellipszisen a Szíriuszt ugyanarra a helyre helyezték, ahol az valójában van: az ellipszis széléhez közel eső fókuszpontba. A törzs 50 éves időközönként ünnepli meg a kapcsolódó "Szigui-ünnep"-et, pompás rituálékkal kísérve.

### Robert Temple

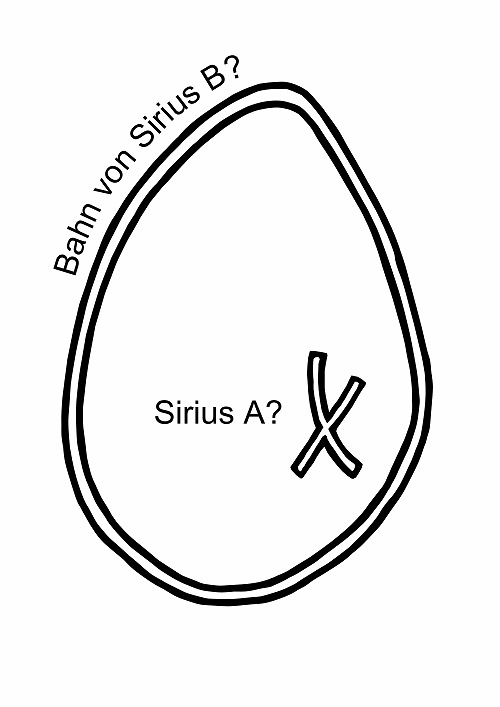
Ezt a rajzot azok használják, akik támogatják azt az elképzelést, hogy a dogonoknak idegenek tanították meg a Szíriusz B-ről szóló ismereteket. Az ovális belsejében lévő "X" szimbólum a Szíriusz A-t jelöli, maga az ovális pedig a "Szíriusz B pályája" ("Bahn von Sirius B") felirattal van ellátva. Ez azonban nem az eredeti dogon rajz, ezért hitelessége nem állja meg a helyét.

Robert Temple amerikai író 1976-ban megjelent The Sirius Mystery (A Szíriusz-rejtély) című könyvében azt állította, hogy a dogon nép csillagászati ismeretei földönkívüli eredetűek lehetnek, amelyeket egy félig hal, félig ember szerű lényektől kaptak. Elmélete szerint a dogonok körülbelül 5000 évvel ezelőtt kapcsolatba kerültek bizonyos kétéltű földönkívüli lényekkel, akiket Nommo-nak nevezett. Temple szerint ezek az idegenek a Szíriusz csillagrendszer egyik bolygójáról érkeztek a Földre, hogy főként – a földi élet szempontjából haszontalan – csillagászati információkat osszanak meg. Az állítólagos idegen látogatók főképp a Szíriusz B, egy szuper-sűrű fehér törpe csillag jellemzőiről adtak át tudást a dogonoknak. Temple elmélete nagyban támaszkodik Marcel Griaule és Germaine Dieterlen francia antropológusok 1931 és 1956 között végzett terepmunkájára. Griaule és Dieterlen dokumentálták a dogonok mitológiáját és hiedelmeit, beleértve a Szíriusz csillaggal kapcsolatos elemeket. Temple ezeket az adatokat saját értelmezéseivel egészítette ki, hogy alátámassza elméletét az ősi földönkívüli látogatókról. Azonban sem Temple, sem Griaule és Dieterlen munkái nem tartalmaznak konkrét bizonyítékokat erre. Temple könyvében nem található egyetlen dogon idézet sem, amely egyértelműen alátámasztaná az ősi űrhajósokról szóló állítását. Temple állításai, miszerint a dogonok egy földönkívüli civilizáció látogatásának tanúi lettek volna, jelentős kritikát kaptak a tudományos közösségtől. Sok kutató, köztük Peter és Roland Pesch csillagászok, felhívták a figyelmet arra, hogy Temple elmélete teljesen figyelmen kívül hagyja a kulturális és történeti kontextust, és alaptalan feltételezésekre épít.

### Walter van Beek
1991-ben Walter van Beek, az utrechti egyetem antropológiai tanszékének docense, terepkutatást végzett a dogonok körében, hogy ellenőrizze Marcel Griaule 1948-ban publikált munkájának állításait. Kutatása során a következő kérdéseket vizsgálta: Vajon Griaule írásai egy olyan társadalmat ábrázolnak-e, amely a kutató számára a terepen felismerhető? Ezek az írások hasznos betekintést nyújtanak-e a dogonok gondolkodásmódjába, illetve segítenek-e a Dogon-kultúra újrateremtésében? Griaule által megfogalmazott kulturális konstrukciók felismerhetők-e a terepen, akár az antropológus, akár a dogonok számára? Végül, a dogonok, amikor Griaule szövegeinek elemeivel szembesülnek, azokat saját gondolkodásmódjuk és életmódjuk értelmezhető részének ismerik-e fel?

#### Nommo
Robert Temple szerint a Szíriusz rendszer egyik bolygójáról a távoli múltban kétéltű lények érkeztek a Földre és tanították, információkkal látták el őket. E lényeket nommo-nak nevezte. A Szíriusz rendszerből érkezett, emberre és halra emlékeztető lényektől szerezték csillagászati ismereteiket, valamikor 5000 évvel ezelőtt. Robert Temple 1976-ban megjelent könyvében részletesen és kicsit módosítva magyarázza ezt a változatot. Temple érdekes összehasonlító mitológiai összefüggéseket tár fel a Szíriusszal kapcsolatban.

#### A Szíriusz színe

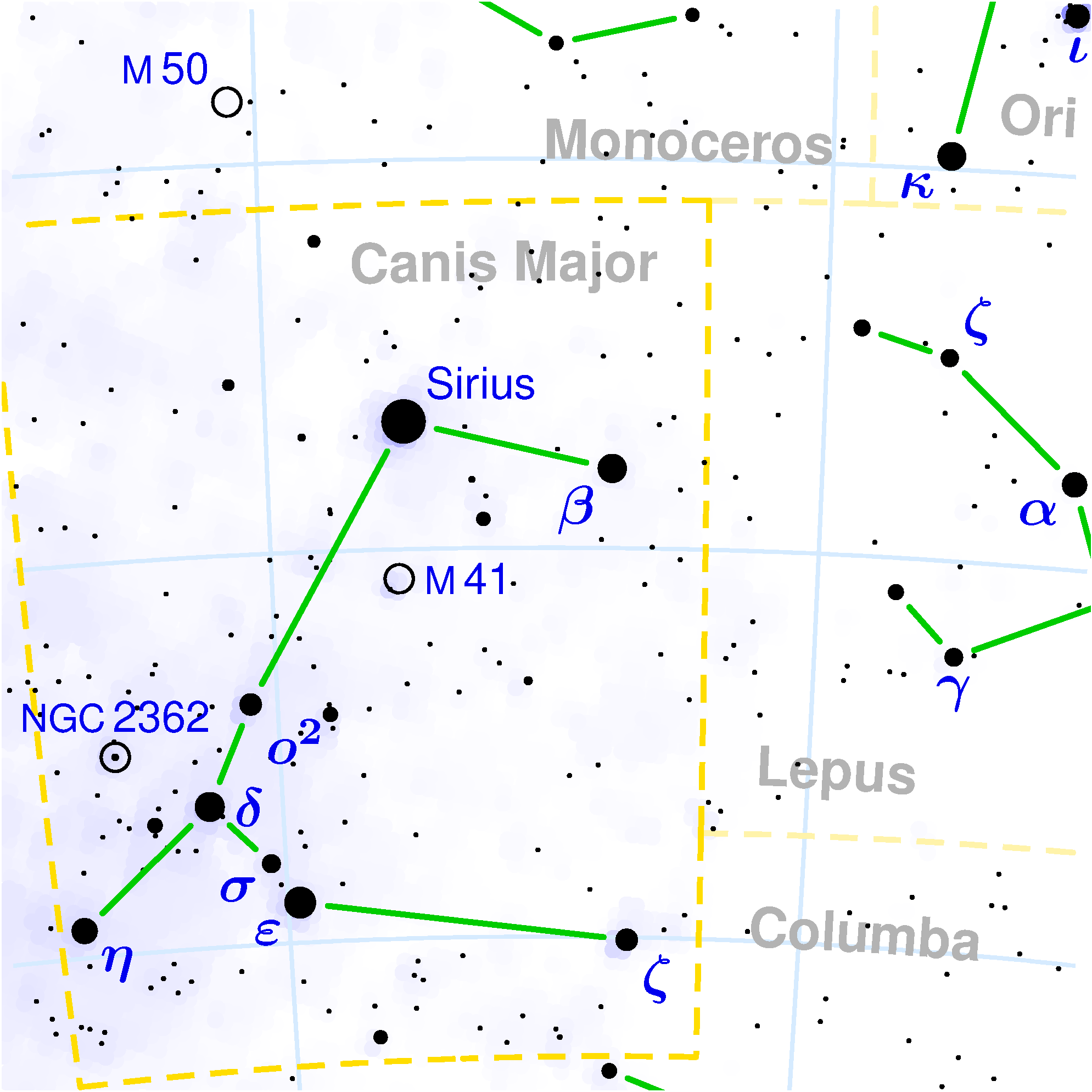
A Szíriusz elhelyezkedése a Nagy Kutya csillagképben

A Szíriusz-rejtély része, hogy a Szíriuszt mint vörös fényű csillagot említik (a Szíriusz jelenleg fehér fényű). Azt, hogy a fehéren fénylő Szíriusz színe korábban vörös volt, nemcsak a dogonok állítják. Az ókorban ezt mondták a babilóniaiak, a görögök, sőt, a rómaiak is. Az arab csillagászok már fehérnek írják le a Szíriuszt, megjegyezve, hogy a régiek még vörösnek látták. Kelley és Milone több lehetséges magyarázatot ismertet.

### A Szíriusz-rejtély hatásai
A Marcel Griaule könyvét olvasva felfigyelt a dogonokra később Robert Temple amerikai tudós a szanszkrit- és a keleti tudományok szakértője is, aki Párizsba utazott, hogy felkeresse Germaine Dieterlent, hogy személyesen beszéljen vele a dogonok közt szerzett tapasztalatairól, majd személyesen is elment Maliba, hogy végére járjon a mítosznak: "Kezdetben csak kutattam. Szkeptikus voltam. Csalást szimatoltam, mert nem tudtam elhinni a dolgot. Aztán egyre több, a képbe illő részletet ismertem meg". – írta később.
Szíriusz rejtély címmel Robert Temple 1976-ban adta ki az itt levont következtetéseiről írott művét, mely nagy visszhangot váltott ki. A dogonok Szíriusz-mitológiájának rejtélye az ezoterika iránt érdeklődők körében népszerű téma lett.
Nemere István 1986-os Titkok könyve című műve egy egész fejezetet szentel a dogonoknak és az eredetmondájuknak. Nemere földönkívüliektől eredezteti a dogonok csillagászati ismereteit.
Dogon mitológia és csillagászat címmel 2006-ban Guman István a csillagász szemével elemzi a rejtélyt, és bár nem nyilvánít véleményt az általa összegyűjtött írások és gondolatok a földönkívüli információátadás szükségességét megkérdőjelező lehetőségeket részleteznek.

#### Európai expedíció mint csillagászati információforrás
Mivel az 1870-évektől kezdve egyre fokozódó ütemben zajlott a Afrika gyarmatosítása – a kutatók, hittérítők, kereskedők, törzsi találkozók révén a dogonok több módon is modern csillagászati ismeretek birtokába juthattak. Jól dokumentált példa egy 1893-as francia csillagászati expedíció, amikor Henri-Alexandre Deslandres a Nap atmoszférájának kutatója társaival egy Nyugat-Afrikában észlelhető napfogyatkozást figyelt meg április 16-án, heteket töltve a bennszülöttek között modern felszereléseikkel. Ekkor adhattak az expedíció résztvevői csillagászati ismereteket az afrikai őslakosok számára. Megjegyzendő továbbá, hogy a csillagászati ismeretek Mali nagyobb területén ismertek, és nem korlátozódnak a dogonok népcsoportjára.
Carl Sagan és Brecher támogatták ezt az elképzelést, szerintük valamilyen európai, talán egy jezsuita lelkész, aki érdeklődött a csillagászat iránt, látogatta meg a dogonokat, és ő adta át a Szíriuszra és kísérőjére vonatkozó ismereteket valamikor az 1920-as években. Kelley szerint ennek az elképzelésnek ellentmond, hogy Griaule és Dieterlen az 1920-as években már felnőtt korban volt, és egy ilyen látogatás híre már akkor, vagy később eljutott volna hozzájuk.
Germaine Dieterlen egy kb. 400 éves tárggyal, amely szerinte a Szíriusz kettőscsillagait ábrázolja, cáfolja Carl Sagan feltételezését.

#### Polinéziai párhuzamok
Bár az információk eredetére nem ad magyarázatot, de Kelley megjegyzi, hogy érdekes párhuzamok vannak a dogon és a polinéz hitvilág között, ami egy esetleges, távoli múltbeli ismeretátadást feltételez mindkét népcsoport számára, külső forrásból. (a nagy földrajzi távolság miatt a közvetlen ismeretátadás valószínűtlen a két népcsoport között). A polinézeknek nincsenek olyan csillagászati adataik, mint a dogonoknak. A Szíriusz mindkét népnél fontos szerepet játszik, mint minden dolgok eredete. Azonosak az ikrekkel, a szivárvánnyal, a spirállal, a digitaria nevű gabonával, a kétéltű emberekkel, és a körülmetéléssel kapcsolatos ismereteik. Mindkét kultúrában „vörös színű csillag”-ként hivatkoznak a Szíriuszra (ez korai közlésekben a Mediterránumban is előfordul). Hawaiiban „vörös csillag” a Szíriusz neve (Johnson and Mahelona 1975, p. 41). Polinéziában po a neve annak a dolognak, amiből minden származik. Időnként „semmi, üresség” értelemben használják. A po kapcsolatban van a „nappal” fogalmával (maori: Atea, mangaia: Vatea, hawaii: Wakea). A mangaia nyelvben Vatea egy istenség, aki félig ember, félig hal formájú, a többi istenség és az emberek apja (Tregear 1891, a kore alatt). Vatea és felesége, Papa egy ikerpárral rendelkezik, ők Tangaroa és Rongo.

## Galéria

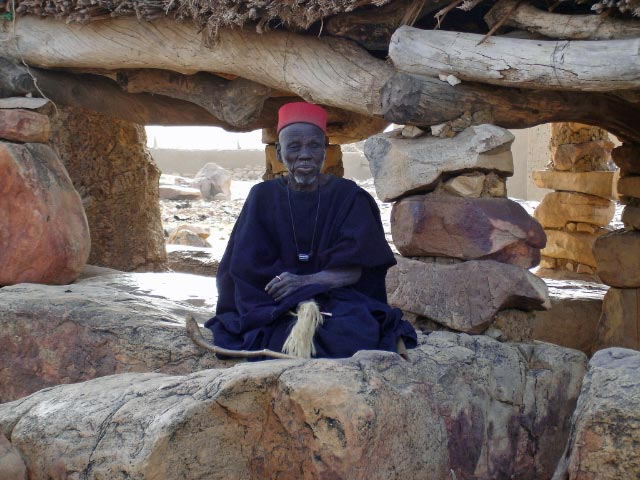
Egy dogon falu szellemi vezetőjének (hogon) tartózkodási helye a nyolc lábon álló alacsony fedelű épület, a toguna
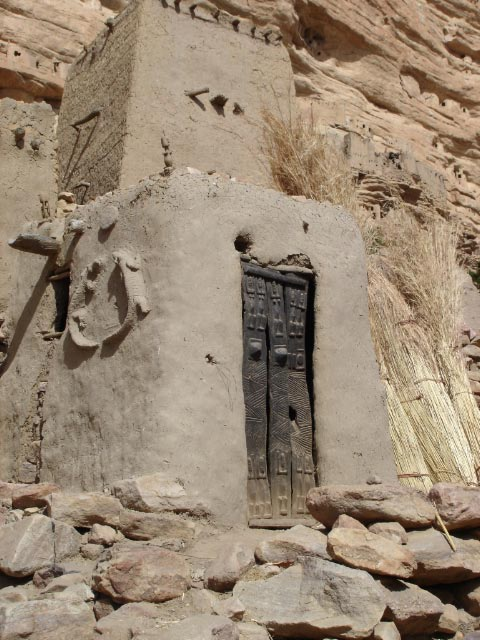
Krokodilos ajtó
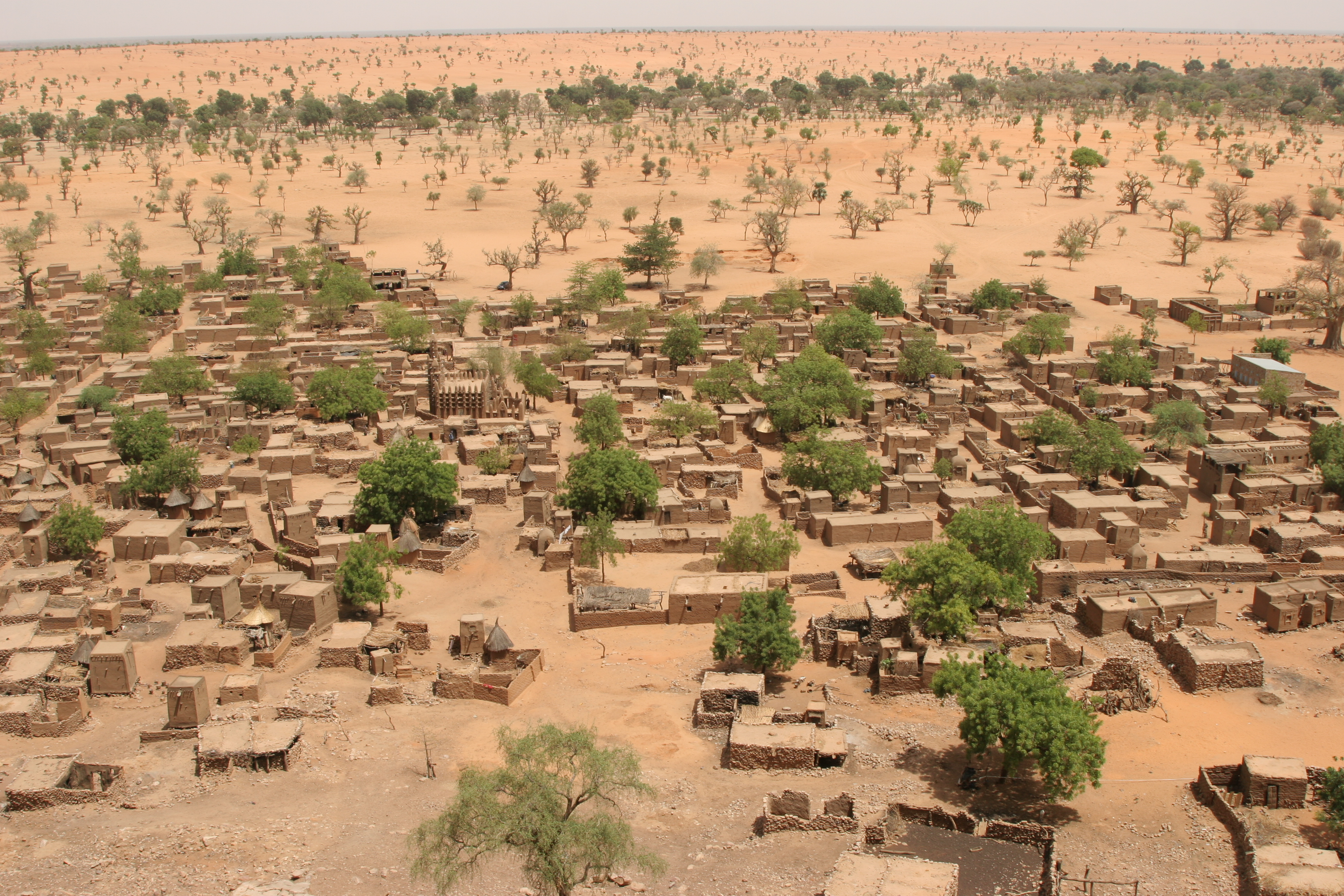
Dogon falukép
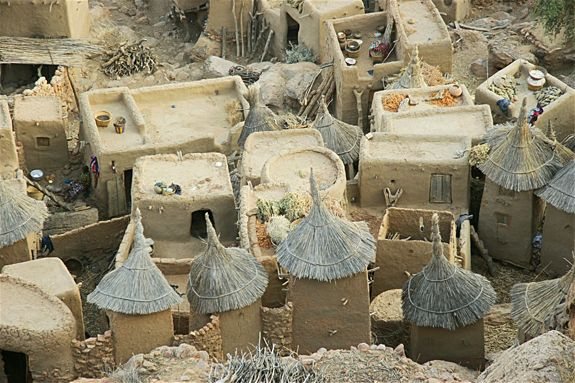
Dogon település látképe a sziklákról
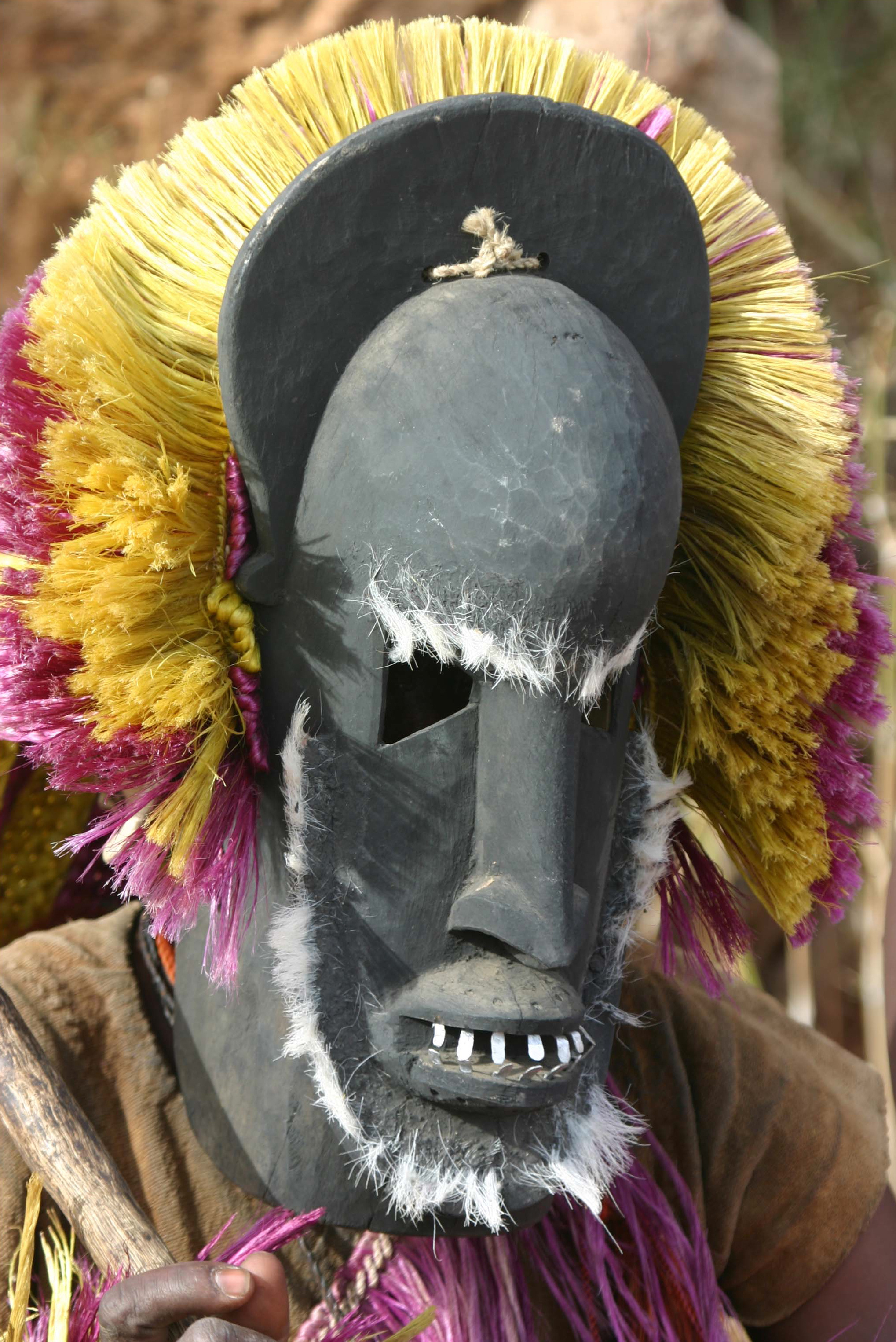
Dogon maszk
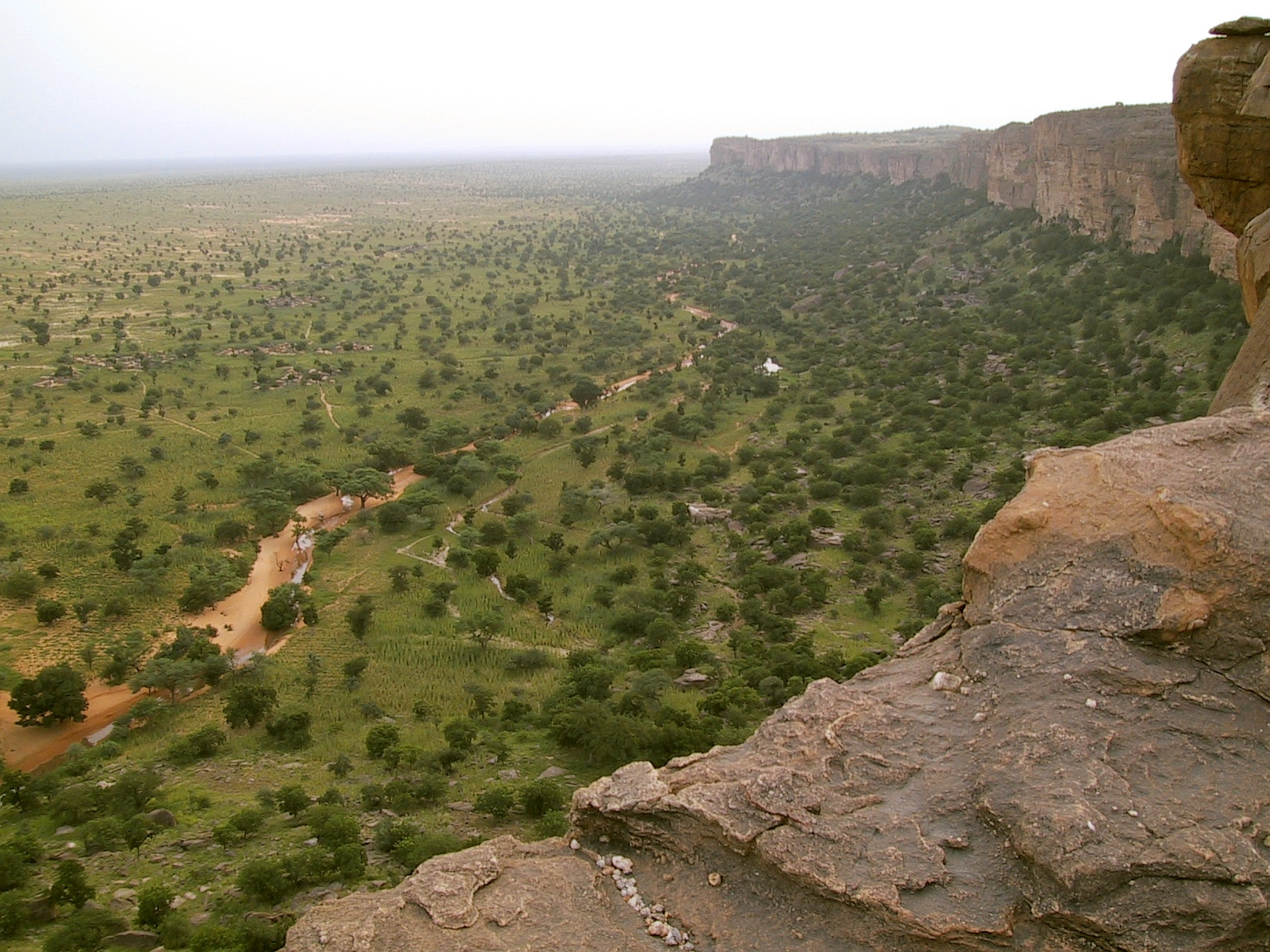
Bandiagara szirtjei
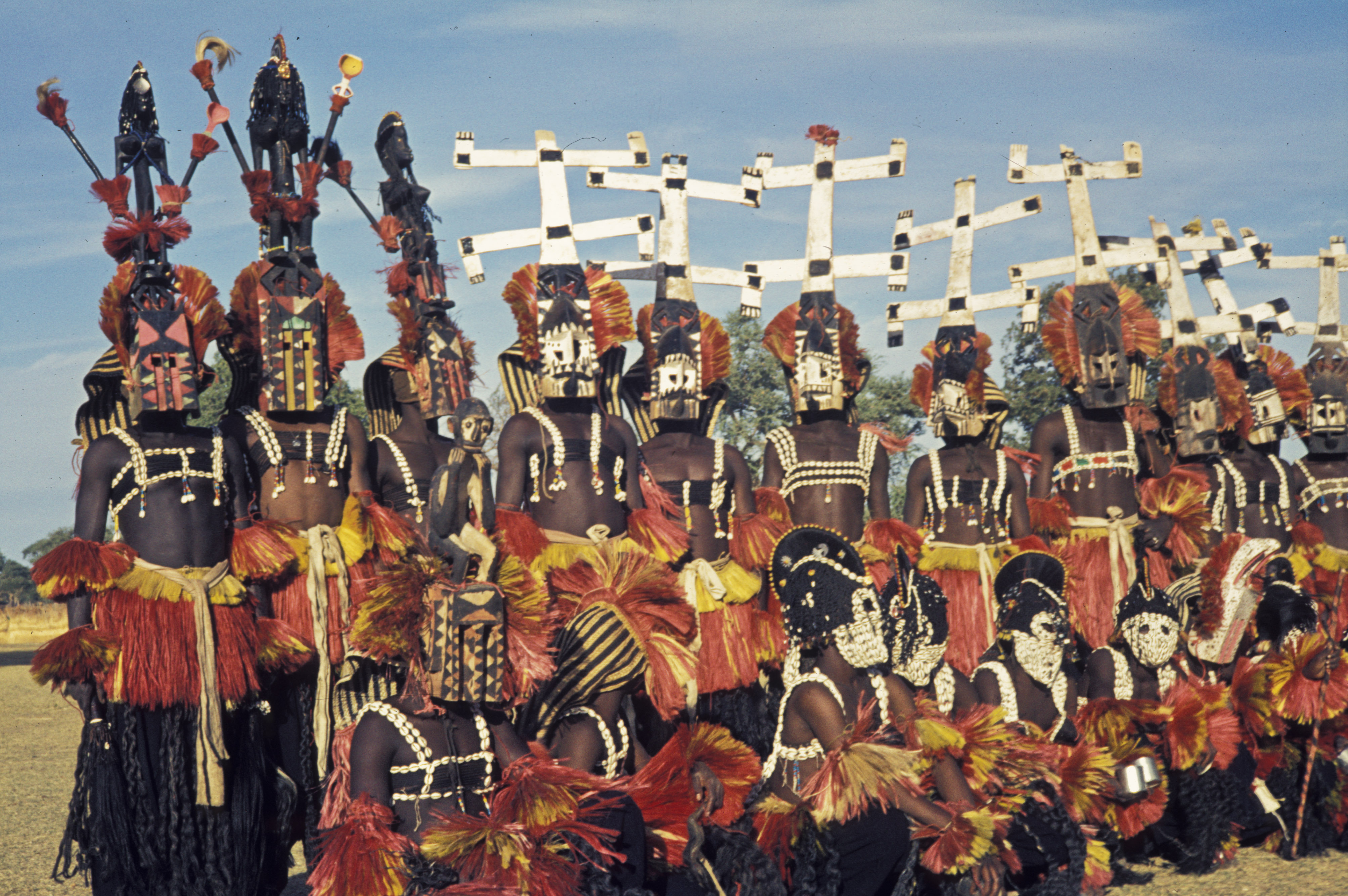
Maszkot viselő dogonok csoportképe